# Туба Сити (Аризона)
Туба Сити (енгл. Tuba City) насељено је место без административног статуса у америчкој савезној држави Аризона.

## Демографија
По попису из 2010. године број становника је 8.611, што је 386 (4,7%) становника више него 2000. године.
| Група             | 2000.      | 2010.      |
| Белци             | 428 (5,2%) | 326 (3,8%) |
| Афроамериканци    | 13 (0,2%)  | 27 (0,3%)  |
| Азијати           | 18 (0,2%)  | 69 (0,8%)  |
| Хиспаноамериканци | 194 (2,4%) | 287 (3,3%) |
| Укупно            | 8.225      | 8.611      |